# Песня микрофона
«Песня микрофона» («Моя микрофонная совесть», по первой строке известна также как «Я оглох от ударов ладоней…») — авторская песня Владимира Высоцкого, датируемая 1971 годом. Произведение, написанное от лица микрофона, рассказывает о нестерпимости фальши в искусстве.
Я оглох от ударов ладоней,

Я ослеп от улыбок певиц, —

Сколько лет я страдал от симфоний,

Потакал подражателям птиц!..

Сколько раз в меня шептали про луну,

Кто-то весело орал про тишину, 

На пиле один играл — шею спиливал, —

А  я усиливал,

усиливал,

усиливал...

## Сюжет
Повествование в песне ведётся от лица микрофона, который много лет «страдал от симфоний», ожидая, когда, наконец, его найдёт тот, кого он сможет достойно усилить. Ему кажется, что такой момент настал и появился тот, «для кого я все муки стерпел»; теперь и певец, и сам микрофон покажут, на что они способны. Прибор с надеждой «тянется своей шеей упругой» к лицу исполнителя, но внезапно обнаруживает, что тот поёт сладкую ложь, которую приходится усиливать. В отчаянии микрофон сам издаёт стон, от которого воют динамики, и в результате его свинчивают со штатива, заменяя на другой, чтобы он «не мешал вранью». Этот другой микрофон и штатив после концерта со смехом рассказывают лирическому герою, как певец был рад, что его заменили.

## Создание, исполнение и публикация
Создание песни датируется 1971 годом. По мнению М. А. Раевской, ключевой образ произведения мог быть подсказан автору песней Юрия Визбора «Безбожники» (1965), где есть строки «Мы не громкоговорители, // не живём мы на заказ».
Первые несколько известных фонограмм авторского исполнения датируются сентябрём—декабрём 1971 года. Существуют также записи 1972, 1973, 1975 и 1976 годов, в общей сложности более 20 фонограмм. В 1975 году, во время гастролей Театра на Таганке в Болгарии, Высоцкий записал «Песню микрофона» среди ряда других произведений для альбома «Автопортрет», запланированного компанией «Балкантон». В 1977 году песня была включена в антологию «Песни русских бардов», изданную В. Аллоем в виде сборников магнитофонных кассет, сопровождаемых несколькими томами печатного текста. Под названием «Я оглох от ударов в ладони…» она вошла во вторую серию антологии.
В советской печати текст песни появился в альманахе «В мире книг» (№ 11 за 1986 год). С 1988 года публиковался в сборниках произведений Высоцкого, начиная с книги «Избранное», подготовленной Н. А. Крымовой к выпуску в издательстве «Советский писатель». Когда в перестроечные годы фирма звукозаписи «Мелодия» издала серию альбомов «На концертах Владимира Высоцкого», запись «Песни микрофона», сделанная в 1973 году, вошла в 10-й диск, «Кони привередливые», собранный из фонограмм из коллекции М. Крыжановского.
В современных изданиях произведений Высоцкого и анализе его творчества песня рассматривается как часть авторской дилогии, датируемой 1971 годом, вторую половину которой составляет «Певец у микрофона».

## Литературный анализ
Исследователи творчества Высоцкого выделяют «Песню микрофона» в ряду его ролевых песен в связи с необычностью выбранного героя. Хотя в творчестве Высоцкого перевоплощение в разных персонажей играло заметное место, неодушевлённые предметы становились лирическими героями редко (И. А. Соколова называет их «нетрадиционными ролевыми героями»). К числу таких произведений относятся, помимо «Песни микрофона», созданная в том же году «Баллада о брошенном корабле», а также «Песня самолёта-истребителя». «Очеловечивание» насильственно разлучаемых микрофона и штатива филолог В. А. Гавриков сравнивает с образом разлучаемых струн и смычка в стихотворении Иннокентия Анненского «Смычок и струны».
Сам образ ролевого героя высоцковеды трактуют неоднозначно. С. С. Шаулов, анализируя дилогию «Певец у микрофона» и «Песня микрофона», пишет, что Высоцкий наделяет прибор абсолютной чувствительностью к фальши, причём не музыкальной, а поэтической. Шаулов рассматривает дилогию как «утверждение чистоты и правды слова перед лицом собственного „двойника“», в качестве которого и выступает микрофон. С точки зрения литературоведа, он олицетворяет «горло и голос» поэта, который, в свою очередь, лишён собственного голоса, выступая лишь как усилитель идей, «эхо русского народа». Напротив, В. И. Новиков в биографии барда высказывает мнение, что микрофон является персонификацией чиновника от искусства, цензора или редактора, в условиях партийной диктатуры обречённого «страдать, но усиливать ложь». В этом случае, с точки зрения Новикова, бунт микрофона против исполнителя, критический отзыв вместо простого усиления — не более чем гипотетический сценарий со стороны поэта, «влезающего в шкуру» человека, чья психология ему чужда.